# ولینگتون نوگریا لوپز
ولینگتون نوگریا لوپز (به پرتغالی: Wellington Nogueira Lopes de Avellar) مهاجم، هافبک اهل برزیل است که در شهر Volta Redonda و در تاریخ ۱ ژوئن ۱۹۷۹ به دنیا آمده‌است.
ولینگتون نوگریا لوپز در تیم‌های فوتبال Volta Redonda، پالمیراس، Flamengo، Fluminense، سانتوس، Juventude، کروزیرو، Vegalta Sendai، باشگاه فوتبال یوکوهاما مارینوس، اتلتیکو مینیرو، Juventude، Monte Azul، Ceará، Volta Redonda سابقهٔ حضور دارد.